# Демагогия
Демаго́гия (др.-греч. δημαγωγία — руководство народом) — набор ораторских и полемических приёмов и средств, позволяющих ввести аудиторию (народ) в заблуждение и склонить её на свою сторону с помощью ложных теоретических рассуждений, основанных на логических ошибках. 
Демагогия чаще всего применяется для достижения политических целей, в рекламе и пропаганде.

## Этимология термина
Демаго́г (др.-греч. δημαγωγός, «вождь народа») — демократ и диктатор в Древней Греции; также популист, «народный» политик. Первоначально слово не имело негативного оттенка и обозначало то, что впоследствии Аристотель (быть может, из-за дискредитации термина «демагог») передавал через выражение «простат (защитник, представитель интересов) народа».
«Простатами народа», то есть демократическими лидерами, на протяжении большей части V века до нашей эры были выходцы из знатных родов вроде Фемистокла или Перикла. Положение меняется к концу столетия, когда на авансцену политической жизни выходят незнатные «выскочки» вроде владельца кожевенной мастерской Клеона или владельца мастерской ламп Гипербола с радикальными политическими устремлениями (в современной историографии их зовут «вождями радикальной демократии»). Противники обвиняли их в популизме, политической безответственности, коррупции и игре на самых низких и темных инстинктах толпы. Благодаря им понятие «демагог» начинает обозначать политика-популиста и приближается к современному значению.
В значении современного термина «популист» понятие «демагог» использовалось ещё в XIX веке, например, для обозначения революционных лидеров: «…политикан, лицо, старающееся создать себе популярность среди народных масс недостойными средствами (извращением фактов, лестью и т. д.)», то есть вполне в древнегреческом смысле этого слова.
Разительная и не утратившая актуальности сатира на политическую демагогию дана в комедии Аристофана «Всадники», направленной лично против Клеона. Клеон выведен в ней под именем Пафлагонца, раба выжившего из ума старика Демоса («Народа»), обманывающего и обирающего своего господина.
В. И. Даль так определяет демагога — «крайний демократ, добивающийся власти во имя народа; тайный возмутитель; поборник безначалия, желающий ниспровергнуть порядок управления», а демагогию — как «господство власти народа, черни в управлении».

Основными и наиболее очевидными демагогическими уловками служат скрытие истинного положения вещей, недомолвки, отказ от рациональной аргументации. Демагогические приёмы заканчиваются разочарованием и скептицизмом масс. Демагогия по своей сути представляет собой не что иное, как искажение истины. Поэтому разоблачить её может только истина, доведённая до народа. Необходимым условием борьбы с демагогией является открытость власти: массы должны обладать информацией, необходимой для принятия решения.— Н. А. Баранов

Демагогией занимается тот, кто при благоприятной возможности с политической целью публично воздействует тем, что льстит толпе, обращаясь к её эмоциям, инстинктам и предрассудкам, выставляет себя далёким от лжи и разжигания злобы, преувеличенно или грубо упрощённо представляет правду, то, что хочет навязать, выдаёт за дело всех доброжелательных, и то, каким образом это навязывает или предлагает навязать, представляет как единственно возможное.— Мартин Морлок, 1977.

Демагоги ищут не лучшее для всех, не истину, не мир и справедливость, а только способ представить свои персональные интересы общественными и свои решения единственно верными; их тактика в дискуссиях — скандальные нападки, обвинения их обвиняющих, но не доказательный ответ по сути; их метод — интерпретировать всё в свою пользу, во вред оппонентам, вплоть до явной, наглой лжи, лишь бы своих позиций в споре не ослабить и не уступить; их цель — не конструктивный диалог, не мирное сосуществование, но непрестанно провокациями разжигаемая враждебность ко всему иному и раздоры напоказ, необходимые им как платформа для непризнания своей неправоты (чтоб исправлять её не приходилось), и пропагандистское по форме навязывание и насаждение их воли.
Достигнуть компромиссного решения с демагогами можно только со значительным перевесом их интересов, что скорей всего они объявят как свою победу.

## Демагогические приёмы

### Ошибочныесиллогизмы
Наиболее общая форма демагогического приёма — намеренное нарушение логики, когда высказывание, внешне сохраняя логичность, фактически содержит логические ошибки. В простейшей форме ошибочный силлогизм можно охарактеризовать следующим примером:
Мы — рыжи.
Львы — рыжи.
Следовательно, мы — львы!
или
Наши солдаты всегда несут мир.
Они стреляли в наших солдат.
Значит, они агрессоры!

### Подмена тезиса
Подмена тезиса состоит в том, что спорщик строит своё доказательство на предположении, что оппонент сделал некоторое (обычно слабое или неверное) утверждение, создавая у невнимательных зрителей (а иногда даже у оппонента) ощущение, будто он действительно сделал такое утверждение. Обычно это достигается многократным повтором.
Например:
А: «Солнечные дни — это хорошо».
Б: «Если бы все дни были солнечными, то никогда бы не было дождя, а без дождя наступили бы засуха и голодная смерть».
При подмене тезиса, начав доказывать одно утверждение, спорщик постепенно переходит к доказательству и обоснованию другого утверждения. Этот приём имеет бытовое название «подмена понятия».

### Концентрация на частностях
Часто в дискуссии рассматриваются незначительные факты и обстоятельства; иногда развивается первая пришедшая в голову по данному поводу ассоциация.
Опытный демагог старается сконцентрироваться на ошибке или неточности, даже совершенно незначительной, или промедлении оппонента.

### Переход от обсуждения предмета спора к обсуждению личности (аргумент к личности)
Вместо того, чтобы доказывать истинность своих положений и опровергать аргументацию оппонента, демагог может обращаться к приёму ad hominem — критиковать не аргументы, а личность оппонента, пытаясь убедить зрителей, что оппонент — плохой, недостойный, не разбирающийся в вопросе, пристрастный или лицемерный человек.
Что может сказать об архитектуре мужчина без прописки? (М. Жванецкий)
Подобная аргументация часто производит впечатление на малограмотных людей, не имеющих достаточно знаний и навыков логического мышления, чтобы сознательно анализировать объективные слабости аргументации, а предпочитающих безосновательно доверять тому, кто в их глазах выглядит более авторитетным.
Одной из форм перехода на личности является нахождение легко критикуемого лица, имеющего сходные с оппонентом взгляды на обсуждаемую проблему.
 — Государство должно бороться с курением!
 — Да? А вы знаете, что государственная программа по борьбе с курением была принята в нацистской Германии, потому что Гитлер был убеждённым противником табака?

### Порочный круг
Аргумент доказывается с опорой на тезис, который входит в сам аргумент.
Например:
 — В чем причина того, что опиум действует усыпляюще?
 — Отвечаю: она в том, что опиум обладает способностью усыплять.
или
 — Почему вы считаете, что мир был Кем-то создан?
 — Но ведь не мог же он появиться сам, без воли Создавшего!

### Апелляция к очевидности, ложная авторитетность
Аргументация демагога начинается с выражений типа «каждому известно, что…», «очевидно…», «наука давно доказала…», «все успешные бизнесмены знают, что…» и так далее. При этом эксплуатируется ложная гордость слушателя (если что-то подаётся как «общеизвестное», то ему бывает сложно признаться даже себе, что он об этом никогда не слышал) либо приводятся мнимые авторитеты, согласные с высказыванием, что действует на людей, склонных доверять авторитетам.
Однако сами по себе подобные фразы не обязательно являются демагогией — например, фраза «Наука давно доказала, что Земля не плоская» вполне приемлема, ибо она соответствует действительности.
Как отдельный приём можно выделить бездоказательные утверждения.

### Argumentum ad ignorantiam (аргумент к незнанию)
Аргумент к незнанию — аргумент, рассчитанный на неосведомлённость убеждаемого, когда делается вывод, что некоторое утверждение верно, поскольку никто не доказал, что оно ошибочно, или, наоборот, что утверждение ошибочно, поскольку никто не доказал его истинности.
Например:
Привидения существуют, поскольку никто ещё не доказал, что их нет.

### Ложная альтернатива,ложная дилемма
Достаточно распространённый приём, основанный на приведении в качестве альтернативы двух вариантов из гораздо большего множества. Ложной альтернативой является также упоминание в качестве альтернативных двух или нескольких вариантов, которые не являются альтернативой друг другу и основные признаки которых могут быть объединены в одном варианте.
 — Дорогая, ты не могла бы не орать на меня?
 — Может, мне на коленках перед тобой поползать?

### «После» не значит «вследствие»
«После этого — значит по причине этого» (лат. post hoc ergo propter hoc) — логическая уловка, при которой причинно-следственная связь отождествляется с хронологической, временно́й: «Серийный убийца с детства увлекался почтовыми марками, следовательно, филателия превращает людей в безжалостных убийц».

## Цель демагогии
Демагогия может преследовать любую цель, кроме выяснения истины.
При демагогии аргумент считается «правильным», если он направлен в пользу этой цели; допускаются только «правильные» (в этом смысле) аргументы.

Демагог… не просвещает тех, кому говорит, а запутывает, отводит глаза и наводит на ложный след. Он обращается не к разуму народа и не к доброй воле его, а к тёмному чувству и корыстной страсти. Лишенный чувства ответственности, он не выясняет истинное положение дел и не объясняет его, а искажает так, как это ему нужно. Он не доказывает, а прельщает или пугает; он старается разбудить в душах чувство подозрения, обострить недоверие, вызвать непримиримую жадность и ненависть.
— Ильин И. А. «Демагогия и провокация», 1917.